# Camapterus oweni
Camapterus oweni är en skalbaggsart som beskrevs av Ricchiardi 2000. Camapterus oweni ingår i släktet Camapterus och familjen Cetoniidae. Inga underarter finns listade.